# Louis Fredericq

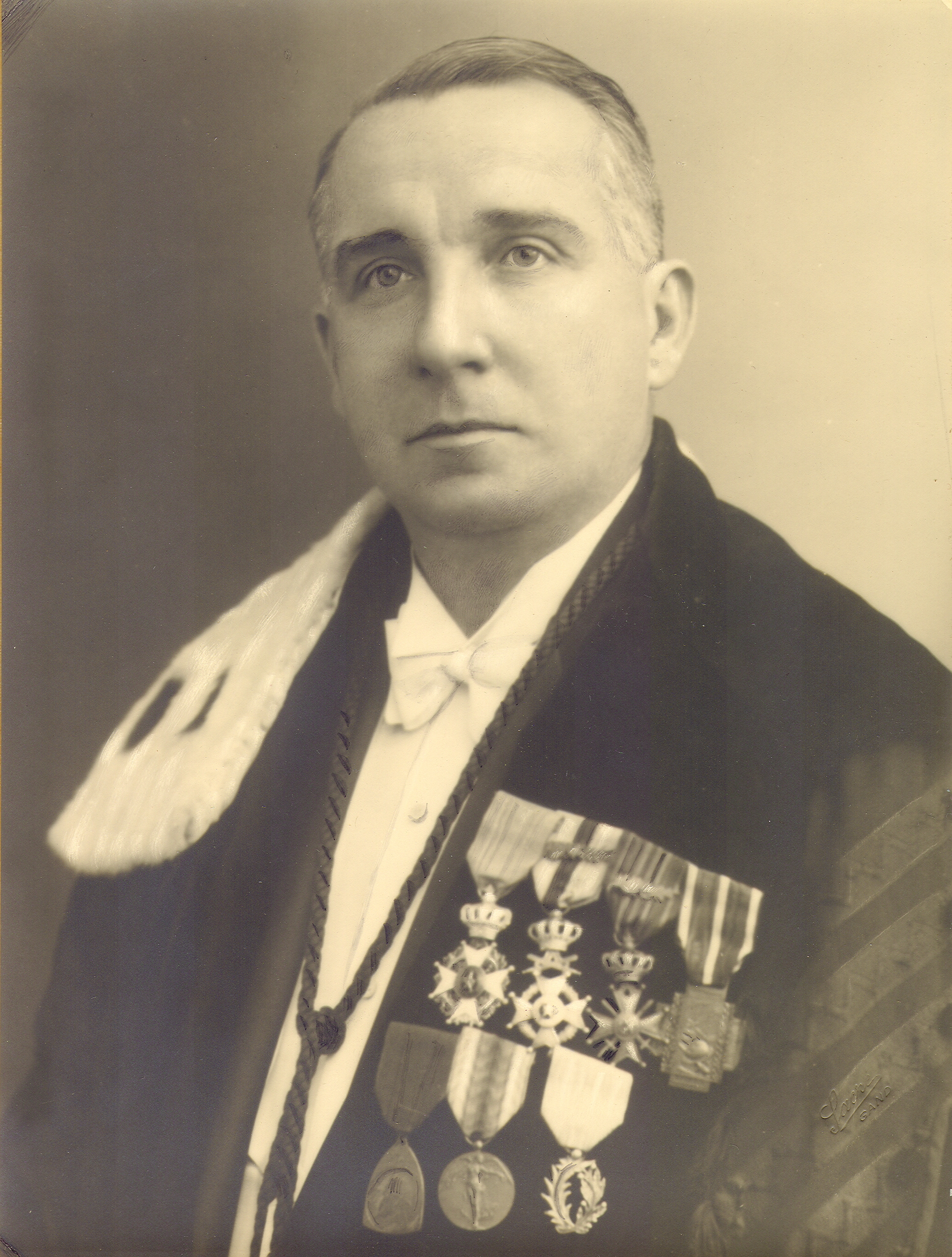
Louis Fredericq

Louis Paul Simon Fredericq (Gent, 25 november 1892 - ?, 29 november 1981) was een Belgisch liberaal politicus en rechtsgeleerde.
Louis Fredericq, praktiserend protestant en prominent vrijmetselaar, was doctor in de rechten, advocaat en vanaf 1924 hoogleraar handels- en verzekeringsrecht aan de Rijksuniversiteit Gent en de Vrije Universiteit Brussel. In de Eerste Wereldoorlog werd hij krijgsgevangen genomen.
Aansluitend bij de familietraditie, stelde ook Louis Fredericq zich Vlaamsgezind op. Als rector van de Rijksuniversiteit Gent (1936-1938) zette hij zich ook in voor de vernederlandsing van de tegenstribbelende ingenieursopleidingen. Fredericq was kort provinciegouverneur in Oost-Vlaanderen (1938-1939). Van 1939 tot 1945 was hij kabinetschef van koning Leopold III. Tot 1959 was hij nog assessor in de Raad van State. 
- Bibliothèque nationale de France: cb11061021r (data)
- Digitale Bibliotheek voor de Nederlandse Letteren: fred046
- Gemeinsame Normdatei: 12116411X
- International Standard Name Identifier: 0000 0000 8145 1938
- Library of Congress Control Number: n79063424
- Nationale Bibliotheek van Israël: 987007450558705171
- Nederlandse Thesaurus van Auteursnamen: 068862946
- Système universitaire de documentation: 102464049
- Virtual International Authority File: 65280909
- WorldCat: E39PBJp9vhF9HJ8rK3kJGg8Hmd